# Fresnes-Mazancourt
Fresnes-Mazancourt (picardisch: Frène-Mazancourt) ist eine nordfranzösische Gemeinde mit 158 Einwohnern (Stand 1. Januar 2022) im Département Somme in der Region Hauts-de-France. Die Gemeinde gehört zum Kanton Ham und ist Teil der Communauté de communes Terre de Picardie.

## Geographie
Die Gemeinde liegt rund 6 km nordöstlich von Chaulnes im Norden der Autoroute A29 und westlich der Départementsstraße D1017 (frühere Route nationale 17) – an dieser der Gemeindeteil Mazancourt – und der stillgelegten Bahnstrecke von Saint-Just-en-Chaussée nach Douai.

## Geschichte
Die Herrschaft Fresnes wird schon im Jahr 1045 genannt. Später gehörte sie zur Pairie von Chaulnes. Das heutige Schloss ist ein neuzeitlicher Bau. Mazancourt geht auf eine Meierei zurück. 1430 wird Florimond de Brimeu als Herr von Mazancourt genannt. Das Gut kam später an die Merlin von Mazancourt, die es im 16. Jahrhundert aufgaben. Danach wurde Mazancourt zu einem Bauerngehöft.
Die Gemeinde erhielt als Auszeichnung das Croix de guerre 1914–1918.

## Einwohner
| 1962 | 1968 | 1975 | 1982 | 1990 | 1999 | 2006 | 2010 |
| ---- | ---- | ---- | ---- | ---- | ---- | ---- | ---- |
| 179  | 162  | 138  | 109  | 111  | 134  | 107  | 123  |

## Verwaltung
Bürgermeister (maire) ist seit 2001 Henri Vanoye.